# Dioscuros

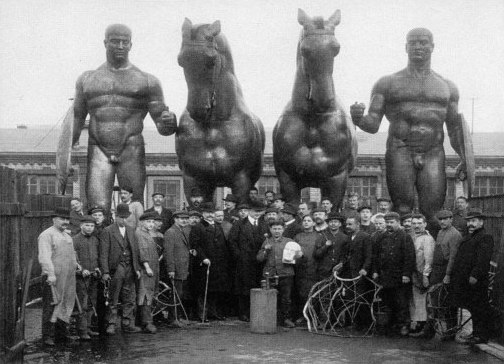
Los Dioscuros, estatua en la Embajada de Alemania en San Petersburgo, 1913.

En la mitología griega, los dioscuros o dióscuros (en griego antiguo y moderno, Διόσκουροι, Dióskouroi; en latín, Dioscuri, «hijos de Zeus»), llamados Cástor y Pólux (o Polideuces o Polideuco) (Κάστωρ καὶ Πολυδεύκης), eran dos famosos héroes mellizos, hijos de Leda y hermanos de Helena de Troya y de Clitemnestra. En latín también eran conocidos como Gemini («gemelos») y a veces como Castores. Dares Frigio los describe como «semejantes el uno al otro, de cabello rubio, de ojos grandes, de rostro sin defecto, bien formados, de cuerpo delgado».

## Origen

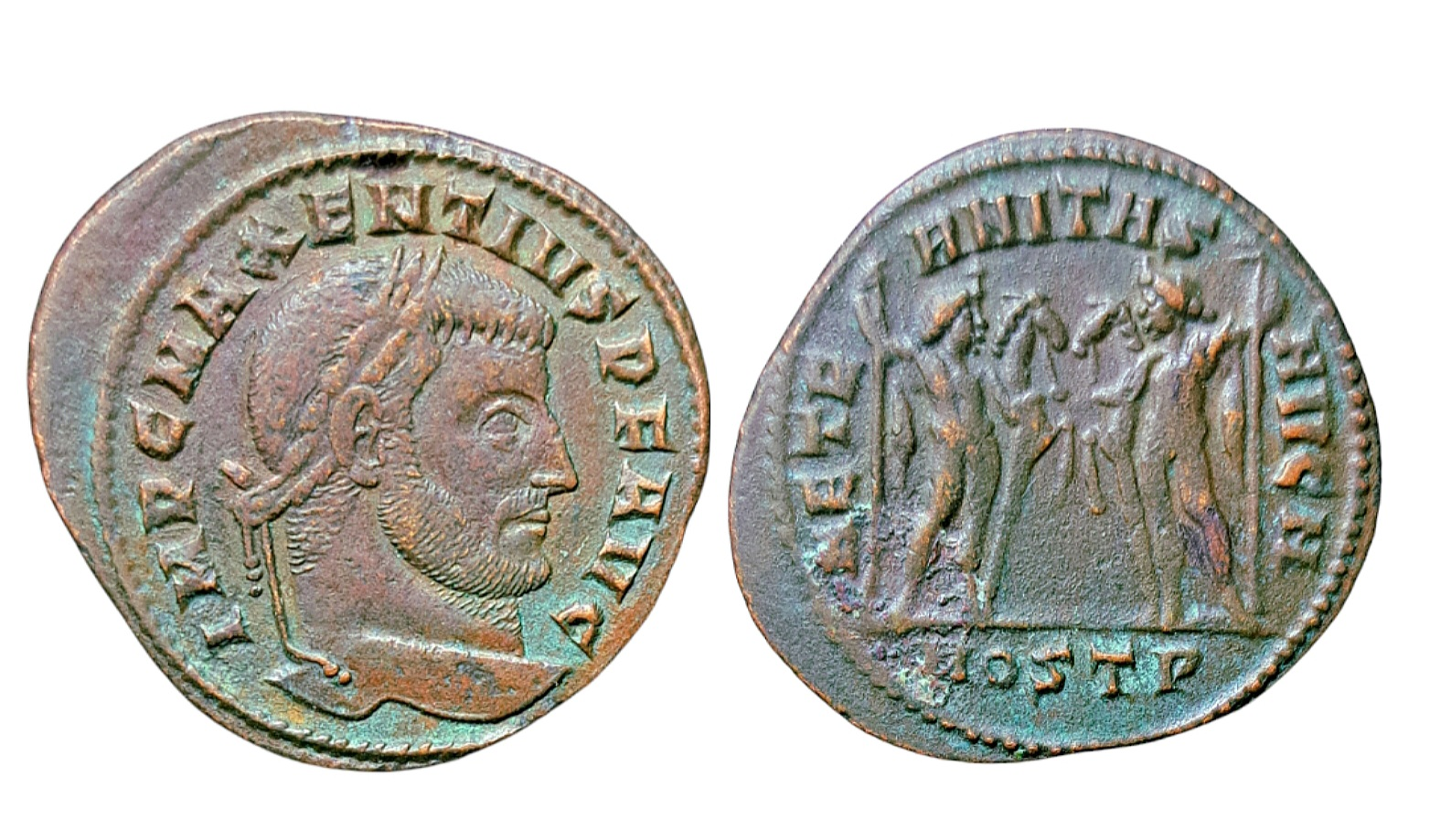
Los Dioscuros, en el reverso de una moneda del emperador Majencio.

Según el Lexicon de H. G. Liddell y R. Scott, Κάστωρ Kástôr significa «castor», en griego antiguo, y Πολυδεύκης, Polydeúkês, «muy dulce».
La historia de su paternidad es confusa. Ya en la Ilíada se dice que Helena es la hermana carnal de los Dioscuros, pues los dio a luz la misma madre de Helena. En la Odisea se nos dice que Leda, la mujer de Tindáreo, tuvo de su esposo dos hijos de gran corazón: fueron Cástor, domador de caballos, y el buen luchador Polideuces. Es por eso que a menudo se les nombraba con el patronímico Tindáridas. Apolodoro, en cambio, nos dice que Zeus en figura de cisne yació con Leda, y en la misma noche lo hizo también con Tindáreo; Zeus engendró a Pólux y a Helena, y Tindáreo a Cástor y a Clitemestra. En un escolio leemos que para Hesíodo tanto Cástor como Polideuces son hijos de Zeus.

La cuestión de qué hijos eran mortales o medio inmortales y cuáles nacieron de un huevo u otro depende de la fuente. 
«Cástor era mortal, y el destino de la muerte le estaba determinado. En cambio era inmortal Pólux, vástago de Ares».
Tzetzes ya nos resume las variantes. Dice que Zeus, tomando la forma de un cisne, se apareó con Némesis, hija de Océano, y esta puso un huevo, del que nació Helena y, según algunos, también Cástor y Polideuces nacieron de ese mismo huevo. El Primer Mitógrafo Vaticano es la primera fuente que dice que hubo dos huevos. Uno contenía a los Dioscuros y el otro a Helena y Clitemnestra. Fulgencio dice que Helena y los Dioscuros nacieron, en cambio, de un solo huevo. En otros relatos se cuenta que Zeus, tomando la forma de una estrella, y habiéndose apareado con Leda engendró a Cástor y Polideuces, y más tarde a Helena.
Una versión oscura nos dice que Cástor, Pólux y Helena nacieron de Cicno, rey de Ederión en Acaya, quien sedujo a Leda. Epiménides, que da una versión filosófica de los Dioscuros, dice eran varón y hembra, considerados eternos, como la mónada, pero por naturaleza como la díada. Pues de la mónada y la díada resulta el número perfecto engendrador de seres y almas.

## Hazañas
Cástor era famoso por su habilidad para domar caballos y cabalgarlos, y Pólux, por su destreza en la lucha cuerpo a cuerpo (similar a lo que ahora se llama boxeo); por su valor ambos fueron llamados los Dioscuros. Cuando Teseo y Pirítoo secuestraron a su hermana Helena y la llevaron a Afidna, los Dioscuros la rescataron, y también raptaron, en venganza, a la madre de Teseo, Etra. También, acompañaron a Jasón en el Argo. Durante el viaje, Pólux mató al rey Ámico, en un combate a mano limpia. Cuando Astidamía, reina de Yolco, ofendió a Peleo, los Dioscuros lo ayudaron a devastar su país.
 Cuando Agamenón mató a Tántalo, el primer marido de Clitemnestra, y también mató a su hijo pequeño, los Dioscuros salieron para buscar venganza contra Agamenón, pero el viejo Tindáreo le perdonó sus faltas y los Dioscuros no tuvieron más remedio que desistir.
Como quisieran casarse con las hijas de Leucipo, las raptaron en Mesenia y se desposaron con ellas. Otros dicen que las hijas de Leucipo, Febe e Hilaíra, iban a casarse con Idas y Linceo, hijos de Afareo, a cuyas bodas habían sido invitados los Dioscuros; éstos las raptaron y fueron perseguidos por Idas y Linceo. Otros varían el encuentro entre los mellizos rivales. Junto con los dos hijos de Afareo, los dos Dioscuros se llevaron un botín ganado desde Arcadia y encargaron a Idas que lo repartiera. Éste, habiendo descuartizado una res, propuso que la mitad de la presa fuese para el primero que comiera su parte, y la mitad restante para el segundo; y antes de que se dieran cuenta, Idas había devorado el primero su porción y la de su hermano, y así con él condujo el ganado a Mesenia. Pero los Dioscuros marcharon contra Mesenia y les arrebataron aquella presa y mucho más, y tendieron una emboscada a Idas y Linceo. Éste viendo a Cástor, avisó a Idas, que lo mató. Pólux los persiguió y dio muerte a Linceo arrojándole la lanza, pero cuando perseguía a Idas fue herido por él en la cabeza con una piedra y cayó sin sentido. Entonces Zeus fulminó a Idas y llevó a Pólux al cielo; como Pólux no aceptaba la inmortalidad mientras Cástor estuviese muerto, Zeus permitió que ambos viviesen entre los dioses y entre los mortales en días alternos. Cuando los Dioscuros fueron trasladados a los dioses, Tindáreo llamó a Menelao a Esparta y le entregó el reino. Píndaro nos dice que a petición de su hermano Cástor también se hizo inmortal; cambiando entrambos, alternativamente, se dice que un día moran junto a su padre Zeus en el Olimpo, y el otro, en cambio, permanecen bajo las grutas de la tierra, en el inframundo, bajo las cavernas de Terapna. Por eso dice Higino que Cástor y Pólux, con permiso de las Moiras, fueron unos de los pocos mortales que lograron escapar de los infiernos.
Zeus catasterizó a los Dioscuros entre las estrellas como los celebérrimos Gemelos. Las dos estrellas más brillantes de la constelación, Alpha y Beta Geminorum, marcan las cabezas de los gemelos. Sobre el motivo, unos dicen que tras criarse en el país de Laconia alcanzaron notoriedad y aventajaron a todos en amor fraterno, pues no se pelearon ni por mandar ni por ningún otro motivo, sino que lo hacían todo a la vez y juntos. Zeus, como quería dejar un recuerdo de su camaradería, les dio el nombre de Gemelos y los instaló a los dos en el mismo lugar entre los astros. Otros dicen que Cástor fue asesinado en la ciudad de Afidna, cuando los lacedemonios luchaban contra los atenienses. Dicen que pereció allí cuando Linceo e Idas atacaban Esparta. Homero afirma que Pólux concedió a su hermano la mitad de su vida, para que brillaran en días alternos. Por eso se dice que por aquel entonces ambos muchachos, imberbes, unas estrellas se posaron sobre sus cabezas para que fueran vistos.
Estesícoro nos dice que los Dioscuros recibieron, de manos de los propios dioses, a varios caballos a su altura: «Hermes les entregó a Flogeo y Hárpago, veloces hijos de Podarga; y Hera, a Janto y Cílaro». En una ocasión a Polideuces, que por entonces era amante de Hermes, recibió como prenda de amor un caballo tesalio.

## Descendencia
De Pólux y Febe nació un hijo, llamado Mnesilao, Mnasínoo, Mnesínoo o Mnesileo.
De Cástor e Hilaíra nació otro hijo, llamado Anogón o Anaxis, pero otros añaden también a un segundo hijo, Aulotoe.

## Culto

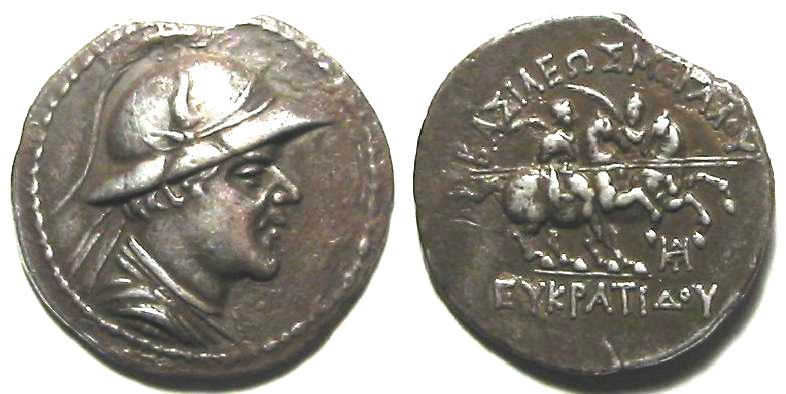
Tetradracma de plata del rey grecobactriano Eucrátides I (171-145 a. C.) con los Dioscuros en el reverso.

Su fiesta se celebraba el 15 de julio. Aunque en la mitología griega Cástor era mucho más venerado que Pólux, ambos tenían su propio templo en el Foro Romano denominado Templo de Cástor y Pólux (dedicado por el general Aulo Postumio en el siglo V a. C.), así como en Atenas (en las laderas de la Acrópolis y Delos. Compáraseles con Anfión y Zeto, de Tebas; con Rómulo y Remo, de Roma; con San Cosme y San Damián, de la religión católica, y con los Asvins, de la mitología védica. Algunos autores han propuesto la hipótesis de un origen común indoeuropeo para el mito de los dioses gemelos.
La constelación Géminis representa a estos gemelos, y sus estrellas más brillantes (α y β Geminorum) se llaman Cástor y Pólux, en su honor. Hay también fuentes antiguas que los identifican con las estrellas de la mañana y de la noche. Otras fuentes asignan a los Dioscuros el cometido de patrones de los marineros; con esa advocación, se les dedicó un templo en el puerto de Naucratis, Egipto. En este sentido, ambos eran identificados con el fenómeno conocido como Fuego de San Telmo, cuando el fuego era de dos puntas. Según esta tradición, durante las tormentas eran invocados como salvadores de los barcos que se encontraban en riesgo de naufragar, y a los cuales auxiliaban con su fuego.
También se les consideraba protectores del hogar y la hospitalidad, los juramentos, la amistad y las actividades deportivas. De este modo, eran los patrones de los atletas. Asociados con la guerra, se creía que ambos protegían a los guerreros en la batalla, y su vinculación con los caballos hizo que los caballeros romanos (equites) adoptaran a Cástor como patrón. Abundantes representaciones artísticas (especialmente en monedas romanas) los representaron como jinetes de caballería.
Una leyenda romana consideraba que los Dioscuros habían luchado en la batalla del Lago Regilo, comandando la caballería de los romanos que derrotó a los latinos. Acabada la batalla, aparecieron en el foro de Roma para, mientras sus monturas abrevaban, comunicar la victoria a los romanos que habían quedado en casa, guardando la ciudad. Cuando los combatientes regresaron victoriosos, comprobaron que la noticia del triunfo era ya conocida en la ciudad. Escuchado el relato de la aparición de los dos jinetes y no siendo capaces de localizarlos de nuevo ni de saber quiénes eran, interpretaron los romanos que todo se trataba de un prodigio de los gemelos divinos. En el mismo lugar donde fueron vistos, se les erigió un templo, y la fuente que había al lado fue considerada sagrada. Además, cada año se celebraban sacrificios y festividades en su honor, para conmemorar la victoria.

## Los tres grupos de Dioscuros
Según el poeta latino Cicerón, en su De Natura Deorum, existieron hasta tres generaciones diferentes de Dioscuros:
- Los primeros Dioscuros, tres en número, se llaman 'Anactes' en Atenas (Tritopátreo, Eubúleo y Dioniso), nacieron de un antiquísimo rey Júpiter (Zeus) y de Proserpina (Perséfone).
- Los segundos Dioscuros, solo dos, Cástor y Pólux, nacieron de Júpiter y de Leda.
- Los terceros Dioscuros, de nuevo tres, llamados por algunos Alcón, Melampo y Tmolo, son hijos de Atreo, el nacido de Pélope.

## Toponimia

### Ciudad de Dioscurias
La antigua ciudad de Dioscurias o Dioskurias (Διοσκουριάς) en la costa del mar Negro, la actual Sujumi, recibió su nombre. Además, según la leyenda, la ciudad fue fundada por ellos. Según otra leyenda, la ciudad fue fundada por sus carreteros, Anfito y Cercio de Esparta.

### Isla de Dioscuri
La isla de Socotra, situada entre el canal Guardafui y el mar de Arabia, fue llamada por los griegos Dioskouridou (Διοσκουρίδου νήσος), que significa "la isla de los Dioscuros".

## Enlaces externos

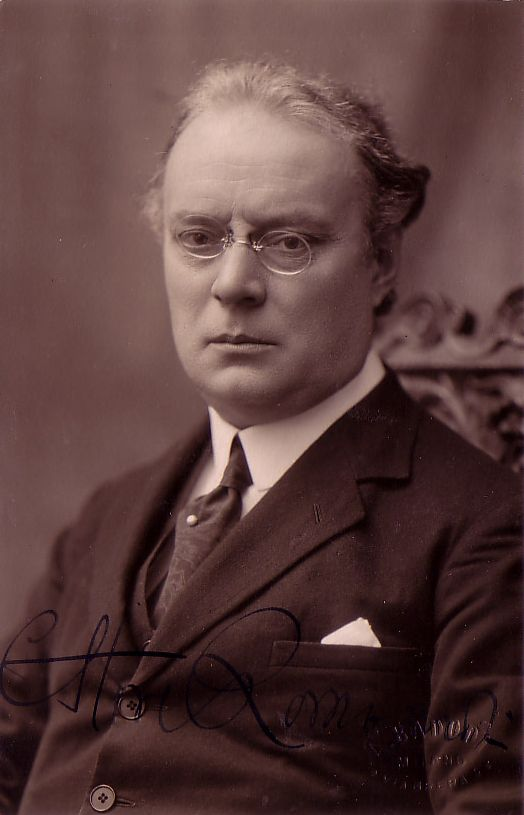
Ettore Romagnoli.